# امرزتال
امرزتال (به هلندی: Ammerstol) یک سکونتگاه مسکونی و روستا در هلند است که در Bergambacht واقع شده‌است.

## نگارخانه

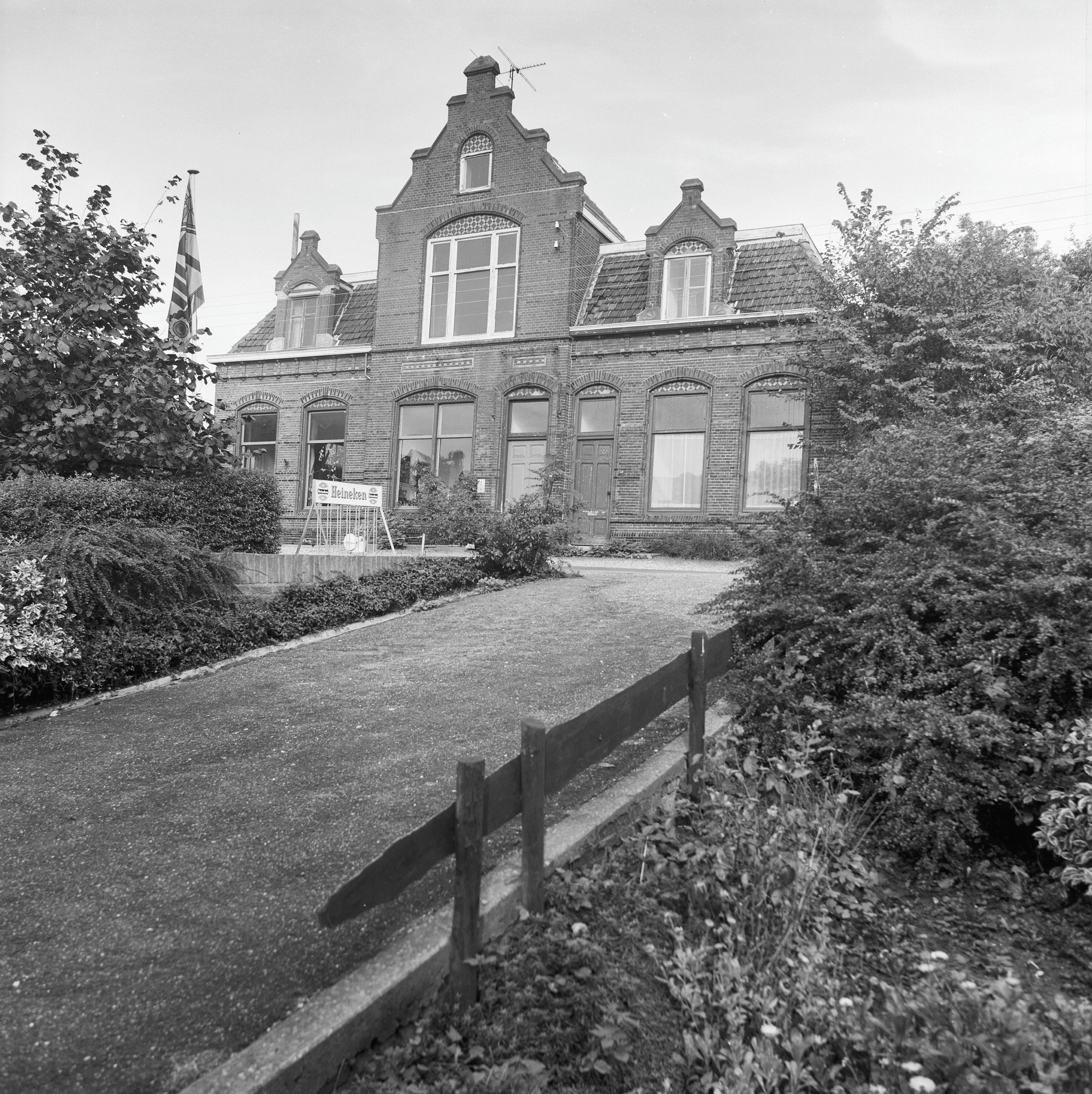
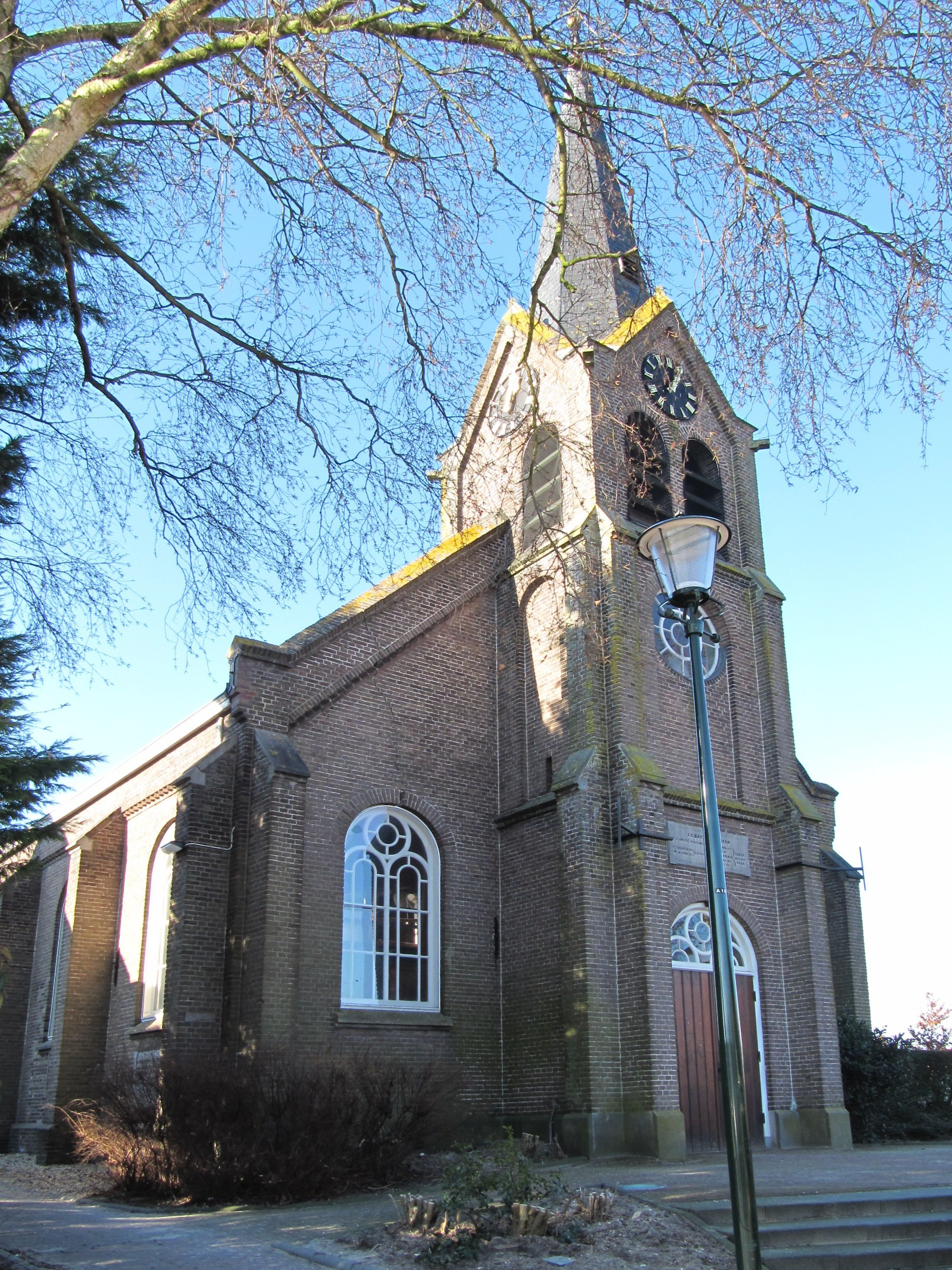
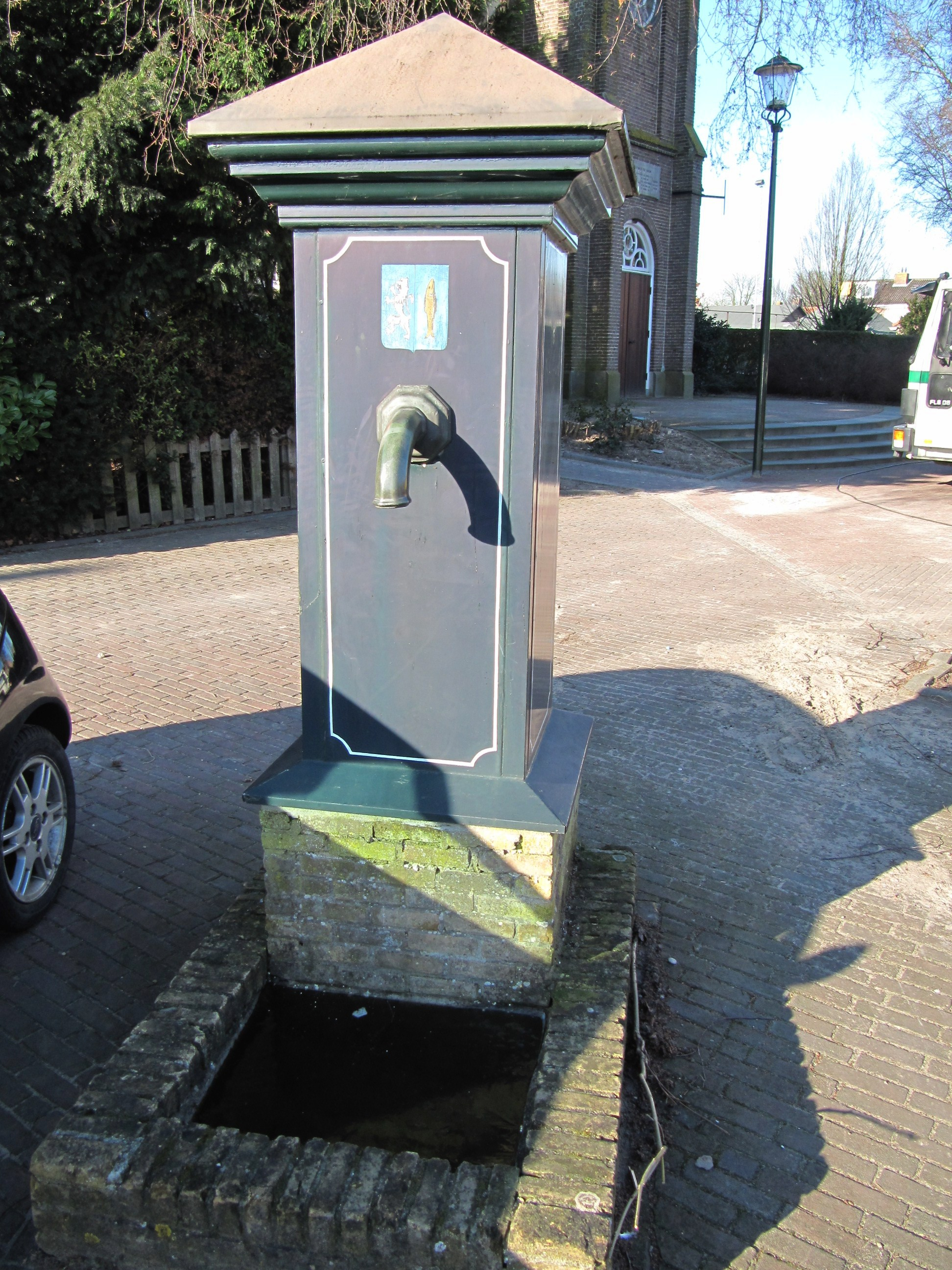

## خصوصیات
امرزتال ۱٬۵۹۰ نفر جمعیت دارد.